# Ruggero Preto
Ruggero Preto (Bolonia, 25 de agosto de 1947) es un aviador, piloto de automovilismo, empresario y político nacido en Italia, naturalizado argentino. Miembro del Movimiento Popular Fueguino, se desempeñó como senador nacional por la provincia de Tierra del Fuego, Antártida e Islas del Atlántico Sur entre 1995 y 2001.

## Biografía
Nació en Bolonia (Italia) en 1947, siendo naturalizado argentino en 1977.
Fue piloto comercial aéreo y de helicópteros. Se desempeñó como apoderado y socio en algunas empresas, siendo también presidente del Automóvil Club de Ushuaia, del Aeroclub Ushuaia y de la Cámara de Comercio, Industria y Afines de Ushuaia (Tierra del Fuego).
En el ámbito público, integró la administración del hospital regional de Ushuaia y, entre julio de 1989 y mayo de 1990, fue director del Banco de Tierra del Fuego. Entre enero y junio de 1990 también integró la Convención Constituyente Provincial, siendo vicepresidente primero. En enero de 1992 se convirtió en el primer titular del Ministerio de Economía de la provincia de Tierra del Fuego, en la gobernación de José Arturo Estabillo, ocupando el cargo hasta octubre de 1995.
En las elecciones al Senado de 1995, fue elegido senador nacional por la provincia de Tierra del Fuego, Antártida e Islas del Atlántico Sur, ocupando la banca del tercer senador incorporada en la reforma constitucional de 1994. Fue secretario en las comisiones de Economía; de Ciencia y Tecnología; de Asistencia Social y Salud Pública; de Pesca, Intereses Marítimos y Portuarios; de Coparticipación Federal de Impuestos; de Industria; y de Micro, Pequeña y Mediana Empresa; siendo vocal en las comisiones de Relaciones Exteriores y Culto; de Legislación General; de Combustibles; y del estudio del régimen de Coparticipación Federal Impositiva. También fue vicepresidente segundo de la Cámara Alta desde diciembre de 1999. Finalizó su mandato en diciembre de 2001.
En paralelo a su carrera, se dedicó al automovilismo desde 1975, participando en el Gran Premio de la Hermandad hasta los años 1980, el cual ganó en la edición de 1977. Volvió a participar junto a su hermano entre 1990 y 1991, ganando en el segundo año. Retornó por última vez entre 2011 y 2016.